# Northwest Bay (Medway Harbour)
Northwest Bay – zatoka (ang. bay) zatoki Medway Harbour w kanadyjskiej prowincji Nowa Szkocja, w hrabstwie Queens; nazwa urzędowo zatwierdzona 7 grudnia 1937.